# Ermita de la Mare de Déu dels Dolors (Vilalba dels Arcs)
L'Ermita de la Mare de Déu dels Dolors és un edifici religiós del municipi de Vilalba dels Arcs (Terra Alta) protegit com a bé cultural d'interès local.

## Descripció
L'ermita de la Mare de Déu dels Dolors és situada al recinte del cementiri però s'hi accedeix des de l'exterior. És de planta gairebé quadrada, té tres naus, la central coberta amb volta de canó, amb el tram del presbiteri i el més proper a aquest amb llunetes, que havien estat decorades. Es conserva decoració d'un Ecce Homo, una coronació de la Mare de Déu i un Sant Papa. Als peus de la nau hi ha el cor amb un òcul que dona a la façana. Sobre la nau de la dreta hi ha la casa de l'ermità. És tota feta de maçoneria i carreus als angles i obertures. És precedida d'un porxo asimètric. La façana està coronada per un campanar d'espadanya. Seguint el nivell de façana de l'ermita hi ha la tanca del cementiri.

## Història
Va ser feta construir pel doctor Gabriel Coll i el seu Germà Joan Coll. Es va iniciar l'any 1707 i va ser consagrada l'any 1718. La coberta de teula va ser canviada el 1982.